# Evan Bouchard
Evan Bouchard (Oakville, Ontario, 20 de octubre de 1999) es un jugador profesional canadiense de hockey sobre hielo que se desempeña en la posición de defensor derecho en Edmonton Oilers, equipo de la National Hockey League (NHL).

## Carrera
Fue seleccionado en la primera ronda en la NHL Entry Draft de 2018. Hizo su debut profesional con el equipo Edmonton Oilers, donde lleva jugando cinco temporadas.